# Baczakó Péter
Baczakó Péter (Ercsi, 1951. szeptember 27. – Budapest, 2008. április 1.) olimpiai és világbajnok magyar súlyemelő, edző.

## Sportpályafutása
1968-tól 1983-ig a BKV Előre súlyemelője volt. Középsúlyban, később félnehézsúlyban, majd 1983-ban kisnehézsúlyban versenyzett. Két olimpián volt a magyar csapat tagja, 1976-ban, Montréalban bronzérmet, 1980-ban, Moszkvában olimpiai bajnoki címet szerzett. Ő szerezte Magyarország 111. olimpiai aranyérmét és egyben a sportág második (az elsőt Földi Imre) magyar olimpiai bajnoki címét. 1983-ban egy combizomszakadás után hagyott fel a versenysporttal.
1984-ben a Testnevelési Főiskola Továbbképző Intézetében edzői oklevelet szerzett, és a BKV Előre edzője lett. Tanítványai közül Krutzler Eszter olimpiai ezüstérmet szerzett. 1992-ben a női válogatott szövetségi kapitánya volt.
A MOB sportolói bizottságának titkára volt. 1993-ban elnökségi tag lett a Magyar Olimpiai Bajnokok Klubjában.
56 éves korában hunyt el betegségben. Élete utolsó éveit Pécelen élte, itt is temették el. Halála óta a BKV Előre évente megrendezi a Baczakó Péter emlékversenyt. Szülővárosa, Ercsi sportcsarnoka 2013-ban vette fel Baczakó Péter nevét.

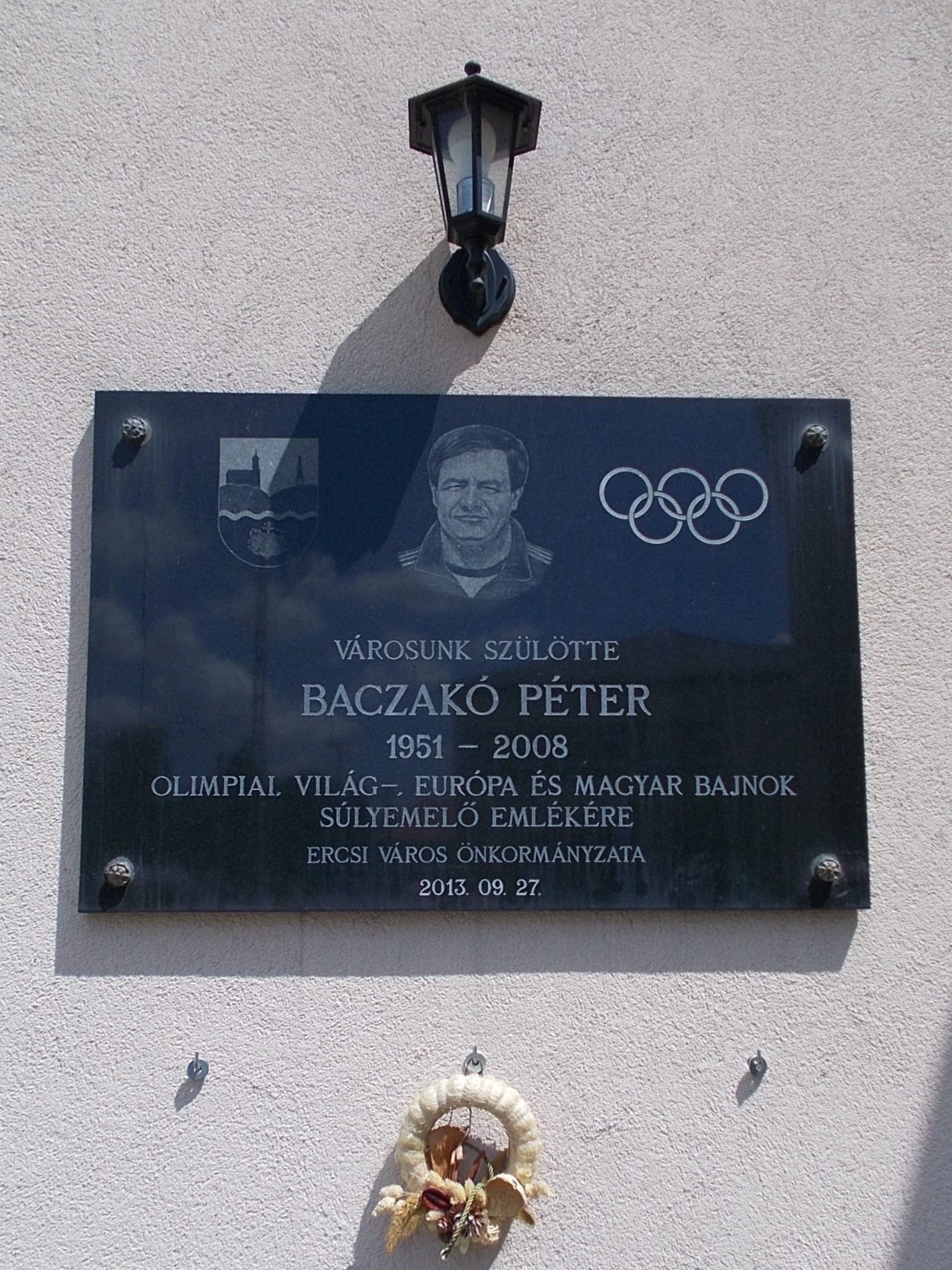
Az ercsi Baczakó Péter Sportcsarnok falán elhelyezett emléktábla

## Kiemelkedő eredményei

### Olimpia
A kanadai Montréalban volt az 1976. évi nyári olimpiai játékok súlyemelő tornája, ahol a középsúlyban az összetett versenyben bronzérmes.
A Szovjetunióban, Moszkva városában rendezték a XXII., 1980. évi nyári olimpiai játékok súlyemelő tornáját, ahol félnehézsúlyban az összetett versenyben olimpiai bajnok.

### Világbajnokság
- 1975-ben középsúlyban (szakítás) bronzérmes
- 1976-ban középsúlyban (összetett) bronzérmes
- 1975-ben középsúlyban (szakítás) bronzérmes
- 1977-ben középsúlyban (összetett) ezüstérmes, (szakítás, lökés) fogásnemenként kétszeres bronzérmes
- 1978-ban középsúlyban (összetett, szakítás) kétszeres ezüstérmes, lökésben bronzérmes
- 1980-ban félnehézsúlyban (összetett, szakítás, lökés) háromszoros világbajnok
- 1982-ben félnehézsúlyban (szakítás) bronzérmes, (összetett, lökés) kétszeres

### Európa-bajnokság
- 1975-ben középsúlyban (szakítás) bronzérmes
- 1977-ben középsúlyban (összetett) ezüstérmes, (szakítás, lökés) bronzérmes
- 1978 középsúlyban (összetett, szakítás, lökés) háromszoros ezüstérmes
- 1979-ben félnehézsúlyban (szakítás) aranyérmes, (összetett, lökés) ezüstérmes
- 1982-ben félnehézsúlyban (szakítás) bronzérmes

### Országos bajnokság
- kilencszeres magyar bajnok (középsúly: 1974–1978 ; félnehézsúly: 1980–1982 ; kisnehézsúly: 1983)

## Elismerései
- Fair play díj (életmű kategória) (2006)[6]
- Pécel város posztumusz díszpolgára (2024. augusztus 20.)[7]